# 소녀는 언니를 사랑하고 있다
《소녀는 언니를 사랑하고 있다》(処女はお姉さまに恋してる 오토메와 보쿠니 코이시테루[*])는 카라멜 박스에서 2005년에 발매한 미소녀 게임이다. 2006년에 애니메이션으로 방영되었다. 약칭은 오토보쿠(おとボク).

## 개요
여학교에 여장을 하고 다니는 주인공 미야노코우지 미즈호의 파란만장한 생활을 그리고 있다. 이 작품은 소위 '백합'이라고 하는 여성 동성애를 소재로 삼은 이야기이다. 여장을 한 주인공과 그런 여자로서의 주인공을 동경하고 사랑하는 소녀들의 이야기를 그린 작품. 엄밀히 말하자면 동성애가 아니지만(여장 남자), 주인공이 남성인지 모르는 소녀들이 주인공에게 끌리는 마음은 엄연히 '동성애'라는 코드를 나타내주고 있는 것이다. 이렇듯 동성애인지, 이성애인지 판단 하기 힘든 점이 바로 이 작품의 가장 큰 매력인 작품이다.

## 역사
원작은 미소녀 게임 '소녀는 나를 사랑하고 있다'(処女はお姉さまに恋してる)이다. 원작은 제목을 읽는 법이 특이한데, 제목을 쓸때는 '処女'(처녀)라고 쓰지만 읽을 때는 '乙女'(소녀)라고 읽고, 또 'お姉さま'(언니)라고 쓰지만, 읽을 때는 '僕'(나)라고 읽는다.
- 2005년 1월 PC CD-ROM판으로 에로게임이 발매되었으며, 동년 12월 PS2판으로 발매. (전연령판)
- 2006년 4월 DVD판으로 발매.
- 2006년 10월 7일 아니메 TV에서 전연령판으로 애니메이션 방영.
- 2010년 1월 드라마CD 발매. 4월 29일 PSP판으로도 발매.

## 줄거리
주인공은 여장을 하고 있는 남성이다. 주인공은 할아버지의 유언에 따라 카톨릭계의 수준 높은 여학교인 세이오 여학원(PS2은 성앙여학원)에 전학을 가게 되는데,남자라는 걸 숨기기 위해 여장을 하게 되고 아름다운 용모와 우수한 성적, 배려심이 가득하고 성격마저 좋은 그(그녀?)는 그곳의 여학생들의 지지를 한 몸에 받는 '언니 중의 언니'(엘더 시스터)가 된다는 내용이다. 물론 여장을 하고 있으므로, 남성으로서가 아닌 '여성'으로서의 인기이다.

## 등장인물
성우의 이름은 PC판/PS2판/TV애니메이션판 및 드라마CD 순서에 따라 병기한다.

### 주요 인물
미야노코우지 미즈호(일본어: 宮小路 瑞穂)
성우:카미무라 히나/동일/호리에 유이
쥬죠 시온(일본어: 十条 紫苑)
성우:木原泉/동일/마츠키 미유
미카도 마리야(일본어: 御門 まりや)
성우:아오이 히토미/동일/아사노 마스미
스오우인 카나(일본어: 周防院 奏)
성우:키무라 아야카/동일/칸다 아케미
카미오카 유카리(일본어: 上岡 由佳里)
성우:마츠나가 유키/동일/니이나 아야노
이츠쿠시마 타카코(일본어: 厳島 貴子)
성우:사모토 후우리/동일/타카하시 치아키
타카시마 이치코(일본어: 高島 一子)
성우:쿠사야나기 쥰코/동일/고토 유코
카지우라 히사코(일본어: 梶浦 緋紗子)
성우:잇시키 히카루/동일/사카키바라 유이

### 서브 캐릭터
타카하시 케이(일본어: 小鳥遊 圭)
성우:잇시키 히카루/쿠기미야 리에/신도 케이
타카네 미치코(일본어: 高根 美智子)
성우:카미무라 히나/후쿠이 유카리/노가와 사쿠라
스가와라 키미에(일본어: 菅原 君枝)
성우:쿠사야나기 쥰코/히가시야마 츠구미/키무라 마도카
하세가와 시오리(일본어: 長谷川 詩織)
성우:사모토 후우리/유즈키 료카/등장하지 않음
미쿠라 사유(일본어: 美倉 サヱ)
성우:아오이 히토미/동일/호리코시 마미
카도쿠라 요코(일본어: 門倉 葉子)
성우:마츠나가 유키/동일/미공표
우키츠 카나코(일본어: 烏橘 可奈子)
성우:키무라 아야카/동일/미공표
코우하라 카야노(일본어: 香原 茅乃)
성우:잇시키 히카루/동일/미공표
미야노코우지 사치호(일본어: 宮小路 幸穂)
성우:카미무라 히나/동일/등장하지 않음
카부라기 요시유키(일본어: 鏑木 慶行)
성우:미공표(야루키바코2에서는 보이스 없음)/보이스 없음/등장하지 않음
카부라기 마츠히사(일본어: 鏑木 光久)
성우:미공표/보이스 없음/등장하지 않음
히사이시(일본어: 久石)
성우:미공표/보이스 없음/나가노 요시카즈

### 오마케 시나리오 드라마CD에서 등장
오리쿠라 카에데(일본어: 織倉 楓)
성우:카이바라 에레나/동일/코바야시 사나에
사쿠라이 나오(일본어: 桜井 夏央)
성우:사카카바리 유이(게임판 드라마 CD에 등장)
니시오카(일본어: 西岡)
성우:보이스 없음
이츠쿠시마 카즈타카(일본어: 厳島 順崇)
성우:보이스 없음
마츠시타 모모코(일본어: 松下 桃子)
성우:호쿠토 미나미
쿠로사와 하야토(일본어: 黒澤 隼人)
성우:보이스 없음
타카시마(일본어: 高島)
성우:보이스 없음

### 소설 〈벚꽃 동산의 에트와르〉에서 등장
주요인물만 기재한다.
나나하라 카오루코(일본어: 七々原 薫子)
미나세 하츠네(일본어: 皆瀬 初音)
신교지 마키요(일본어: 真行寺 茉清)
오오타니 쿄카(일본어: 大谷 京花)
와시오 미도리(일본어: 鷲尾 緑)
케이리 그란세리우스(일본어: ケイリ・グランセリウス)
우오즈미 히비키(일본어: 魚住 響姫)
카타히라 이츠키(일본어: 片平 斎)
우키츠 사요코(일본어: 烏橘 沙世子)

## 학교명에 대해
첫 발매당시는 작품의 무대가 되는 학원의 이름이 恵泉女学院(혜천여학원)이었다. 하지만 후에 비슷한 이름의 학교가 실제로 있다는 것이 알려지면서 DVD판에서는 聖應女学院(성응여학원)으로 개명돼서 판매. 이후 이 이름이 공식적으로 이어져 왔다. 하지만, DVD 버전에 앞서 출시된 PS2 버전의 이름은 聖央女学院(성앙여학원). 이것은 발매회사인 알케미스트가 변경된 학교 이름도 게이오학원(慶應)과 흡사하다고 판단했기 때문이다. 어찌됐든 이후 방송된 애니메이션 판의 제목은 PS2 버전과 같이 '소녀는 언니를 사랑하고 있다 '. 하지만 학교의 이름은 DVD판과 동일하게 聖應女学院이다. 또한 애니메이션과 관련하여 이후 방송된 Web 라디오의 제목도 聖應女学院방송국이다.

## 주제가
- 오프닝 테마 : 러브 파워(Love Power) / Aice5
- 엔딩 테마 : 뷰티플 데이(Beautiful day) / 榊原 ゆい
- 삽입곡 : 어게인 (Again)（11화) / 榊原 ゆい

## TV 애니메이션

### 방영 목록
| 화수 | 서브 타이틀                                                                            | 각본                     | 그림 콘티       | 연출                 | 작화 감독                                 |
| ---- | -------------------------------------------------------------------------------------- | ------------------------ | --------------- | -------------------- | ----------------------------------------- |
| 1    | 구홍(루즈)를 바른 왕자님 (口紅（ルージュ）をひいた王子様)                              | 하세가와 카츠미          | 우시로 신지     | 우시로 신지          | 丸山隆                                    |
| 2    | 지울 수 없는 지우개 (けせない消しゴム)                                                 | 하세가와 카츠미          | 山本天志        | 布施康之             | 野村雅史 川島勝                           |
| 3    | 소녀가 소녀를 선택할 때 (おとめが乙女を選ぶ時)                                         | 하세가와 카츠미          | 枡田邦彰        | 우시로 신지 徳本善信 | 鈴木豪 吉田伊久雄                         |
| 4    | 열지 않는 문의 잠자는 공주 (開かずの扉の眠り姫)                                        | 하세가와 카츠미 長井知佳 | 石本享          | 徳本善信             | 清水祐実 山本篤志                         |
| 5    | 한밤 중의 교회(채플) (真夜中の教会(チャペル))                                          | 하세가와 카츠미 長井知佳 | 徳本善信        | 角田一樹             | 山本篤志 重松しんいち 清水祐実 藤原未来夫 |
| 6    | 여름 날의 광상곡(카프릿치오) (夏の日の狂想曲(カプリッツィオ))                          | 하세가와 카츠미          | 山本天志        | 宮田亮               | 丸山隆                                    |
| 7    | 작은 여동생(카나)와 큰 리본 (小っちゃな妹(かな)と大きなリボン)                         | 아미야 마사하루          | 佐々木奈々子    | 徳本善信             | 鈴木豪 川島勝                             |
| 8    | 줄어들지 않는 기록(타임) (縮まらない記録(タイム))                                      | 스즈키 마사시            | 殿勝秀樹        | 福田貴之             | 吉田伊久雄                                |
| 9    | 마리야의 기분 (まりやの気持ち)                                                         | 아미야 마사하루          | 佐々木奈々子    | 徳本善信             | 清水祐実 山本篤志                         |
| 10   | 2명의 줄리엣 (二人のジュリエット)                                                      | 아미야 마사하루          | 코뱌야시 토모키 | 菜香ゆき             | 江上夏樹 鈴木豪 藤原未来夫 丸山隆         |
| 11   | 당황스러운 연습곡(에튀드) (戸惑いの練習曲(エチュード))                                 | 하세가와 카츠미          | 우시로 신지     | 徳本善信             | 川島勝 岩崎泰介                           |
| 12   | 라스트 댄스는 영원히 (ラストダンスは永遠に)                                            | 하세가와 카츠미          | 우시로 신지     | 우시로 신지          | 清水祐実 山本篤志 吉田伊久雄              |
| 13   | 다 큰 소년소녀의 세계명작의 숲 ~츤데렐라~ (大きな少年少女の世界名作の森〜ツンデレラ〜) | 스즈키 마사시            | 나와 네무노리   | 나와 네무노리        | 島沢ノリコ                                |